# Mathias Neumayer
Mathias Neumayer, též Matthias Neumayr (16. listopadu 1832 Maishofen – 17. června 1902 Maishofen), byl rakouský politik německé národnosti, v 2. polovině 19. století poslanec Říšské rady.

## Biografie
Narodil se na zámku Kammer u Maishofenu. Působil jako statkář v Maishofenu. Tento statek mu patřil v období let 1862–1902.
Byl veřejně a politicky činný. V období let 1864–1873 a 1876–1882 byl starostou v Maishofenu. V roce 1878 se stal poslancem Salcburského zemského sněmu. Reprezentoval velkostatkářskou kurii. Na sněmu zasedal do roku 1890. Patřil ke konzervativcům.
Byl i poslancem Říšské rady (celostátního parlamentu Předlitavska), kam nastoupil v prvních přímých volbách roku 1873 za kurii venkovských obcí v Salcbursku, obvod St. Johann, Tamsweg, Zell am See atd. Mandát zde obhájil ve volbách roku 1879 a volbách roku 1885. Slib složil 28. září 1885. V roce 1873 se uvádí jako Mathias Neumayer, majitel nemovitostí, bytem Maishofen.
V roce 1873 zastupoval v parlamentu opoziční blok. V roce 1878 zasedal v poslaneckém Hohenwartově klubu (tzv. Strana práva, která byla konzervativně a federalisticky orientována). Jako konzervativec se uvádí i po volbách v roce 1879. V listopadu 1881 přešel do nově utvořeného Liechtensteinova klubu (oficiálně Klub středu), který byl více katolicky, sociálně reformně a centristicky orientovaný. Po volbách roku 1885 je řazen mezi poslance z tzv. Lienbacherovy skupiny. Roku 1887 se opět uvádí jako člen Liechtensteinova klubu.